# Vallentuna
Vallentuna – miejscowość (tätort) w Szwecji, położona w regionie administracyjnym (län) Sztokholm, w prowincji historycznej (landskap) Uppland, ok. 25 km na północ od centrum Sztokholmu. Siedziba władz (centralort) gminy Vallentuna.
Tätort Vallentuna, według definicji Statistiska centralbyrån, położony jest w granicach dwóch gmin. Większa, północna część stanowi ośrodek administracyjny gminy Vallentuna. Täby kyrkby, stanowiące południową część tätortu, należą do sąsiedniej gminy Täby. 
W 2010 Vallentuna liczyła 29 519 mieszkańców, z czego 22 146 w granicach gminy Vallentuna oraz 7373 w granicach gminy Täby.
Z Vallentuny pochodzi Michelle Coleman, szwedzka pływaczka.